# Pandanus herbaceus
Pandanus herbaceus är en enhjärtbladig växtart som beskrevs av Ugolino Martelli. Pandanus herbaceus ingår i släktet Pandanus och familjen Pandanaceae. Inga underarter finns listade.